# Gaienhofen
Gaienhofen è un comune tedesco di 3 217 abitanti, situato nel land del Baden-Württemberg.
La città deve la sua esistenza per la riunione dei quattro villaggi nel 1974: Gaienhofen, Gundholzen, Hemmenhofen e Horn.
Qui ha risieduto lo scrittore tedesco Hermann Hesse ed è visitabile un museo a lui dedicato.